# San Juan Capistrano
San Juan Capistrano – miasto w Stanach Zjednoczonych, w stanie Kalifornia, w hrabstwie Orange. Według spisu ludności przeprowadzonego przez United States Census Bureau, w roku 2010 miasto San Juan Capistrano miało 34 593 mieszkańców. Miasto zbudowane jest wokół misji San Juan Capistrano, a znane jest również z corocznej migracji jaskółek (Petrochelidon pyrrhonota) z Argentyny.

## Miasta partnerskie
- Capestrano, Włochy
- Goya, Argentyna